# Letopisy jar a podzimů

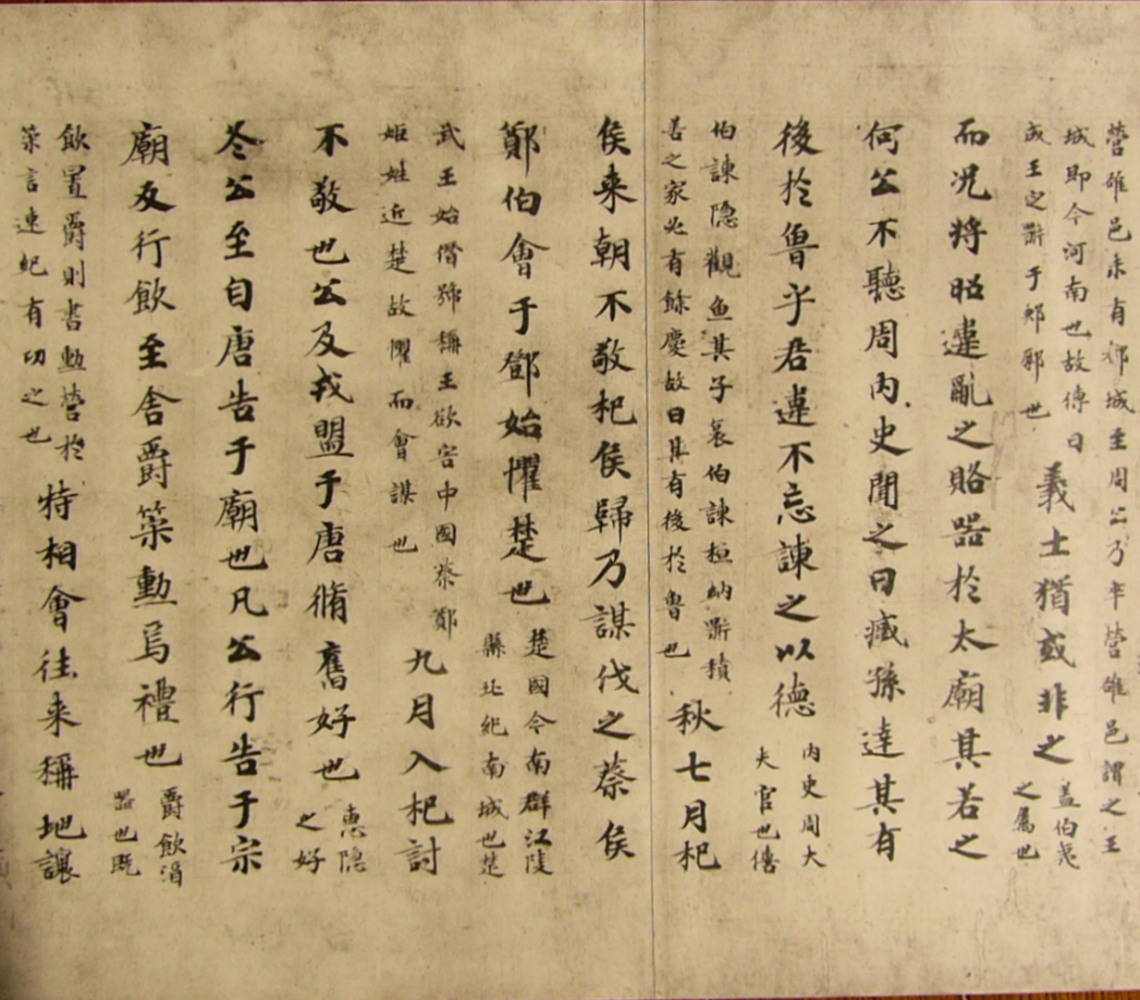
Letopisy jar a podzimů, 7.-8. století

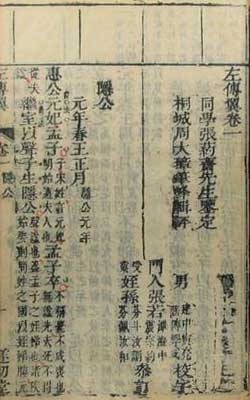
Stránka z komentáře Cuo-čuan

Letopisy jar a podzimů (čínsky v českém přepisu Čchun-čchiou, pchin-jinem Chūnqiū, znaky 春秋) jsou jednou z pěti knih konfuciánského kánonu. Jde o nejstarší čínskou datovanou kroniku, která zachycuje událostí z doby vlády dvanácti knížat ve státě Lu v letech 722–481 př. n. l. Za její redaktora je tradičně považován Konfucius. Doslovný přepis názvu díla znamená Jaro-podzim (resp. Jara a podzimy). Jde o metonymii pro roky, takže se název překládá jako Letopisy. Z díla Konfuciova žáka Mencia víme, že podobné anály se vedly i v jiných čínských státech, ale nedochovaly se. Časový rámec záznamů se někdy používá pro datování období Jar a podzimů, kterému propůjčil své jméno.

## Obsah a forma díla
Tematicky se dílo zaměřuje na události důležité pro stát, jako jsou přirozená i násilná úmrtí vládců, otázky nástupnictví, uzavírání dohod, vojenské nájezdy, trestné výpravy, stavby měst a živelní pohromy, ale i zlověstná a šťastná znamení, zatmění slunce atp. Zápisy v knize jsou však podávány stručně, neosobně a stereotypně jako mechanický výčet událostí řazených bez vnitřní spojitosti. Letopisy tak ani obsahově a ani formálně zdaleka nedosahuje úrovně Knihy dokumentů (Šu-ťing).

## Komentáře k dílu
Za to, že byly Letopisy zařazeny do konfuciánského kánonu, vděčí jednak předpokládanému Konfuciovu autorství, jednak (a to především) dodatečným komentářům, které události v knize zapojují do širších souvislostí. Tím byly Letopisy povýšeny na historický pramen nejvyššího významu, neboť díky těmto komentářům jsou události popsány ve vzájemné spojitosti a kauzálnosti.
V době Chan (206 př. n. l.-220 n. l.) bylo ke knize známo pět komentářů:
- Couův komentář (čínsky v českém přepisu Cou čuan, pchin-jinem Zōu zhuàn, znaky zjednodušené 邹传, tradiční 鄒傳),
- Ťiaův komentář (čínsky v českém přepisu Ťia čuan, pchin-jinem Jia zhuan, znaky zjednodušené 夹传, tradiční 夾傳),
- Kung-jangův komentář (čínsky v českém přepisu Kung-jang čuan, pchin-jinem Gōngyáng zhuàn, znaky zjednodušené 公羊传, tradiční 公羊傳),
- Ku-liangův komentář (čínsky v českém přepisu Ku-liang čuan, pchin-jinem Gǔliáng zhuàn, znaky zjednodušené 谷梁传, tradiční 穀梁傳),
- Cuoův komentář (čínsky v českém přepisu Cuo čuan, znaky zjednodušené 左传, tradiční 左傳).

Z těchto komentářů se dochovaly jen poslední tři a ty tvoří dodnes velkou část konfuciánské mravoučné tradice. Nejdůležitější z nich je Cuoův komentář, jehož autorem je podle tradice soudní zapisovatel státu Lu Cuo Čchiou-ming (čínsky pchin-jinem Zǔo Qīumíng, znaky 左丘明), žijící v 5. století př. n. l. Skutečný vznik komentáře se ale klade do Období válčících států (475-222 př. n. l.) Na rozdíl od ostatních dochovaných komentářů, které jsou jednoduchými soubory otázek a odpovědí, prostřednictvím kterých se objasňuje obsah Letopisů, je Cuoův komentář vlastně samostatnou kronikou, ve které jsou s vysokou stylistickou úrovní doplněna strohá fakta z Letopisů o řadu dalších zpráv, událostí a okolností. Dílo je napsáno živým jazykem blízkým hovorové řeči a obsahuje i metafory, dialogy a anekdotické příběhy.